# Bryce Washington
Bryce Washington (Nueva Orleans, Luisiana; 25 de enero de 1996) es un jugador de baloncesto estadounidense que pertenece a la plantilla del Hapoel Galil Gilboa de la Ligat Winner. Con 2,03 metros de estatura, juega en la posición de ala-pívot.

## Trayectoria deportiva
Jugó cuatro temporadas con los Louisiana Ragin' Cajuns de la Universidad de Luisiana-Lafayette, desde 2014 a 2018.
Tras no ser elegido en el Draft de la NBA de 2018, el 17 de octubre de 2018, Washington firmó con el St. John's Edge de la Liga Nacional de Baloncesto de Canadá, donde disputó 16 partidos en los que promedió un doble-doble de 12,1 puntos y 11,2 rebotes, para ir con 2,5 asistencias y 1,5 robos por partido.
El 12 de abril de 2019, Washington firmó con los Mackay Meteors de la Queensland Basketball League, donde disputó 18 partidos promediando 21,7 puntos y 14,7 rebotes por partido.
El 2 de agosto de 2019, Washington firmó un acuerdo de dos años con Elitzur Netanya de la Liga Nacional de Israel. 
El 9 de septiembre de 2021, firma por el Hapoel Galil Gilboa de la Ligat Winner.
En la temporada 2021-22, firma por el Hapoel Galil Gilboa de la Ligat Winner. El 24 de enero de 2022, renovaría su contrato para la siguiente temporada.